# Anodorhynchus hyacinthinus
El guacamayo jacinto o guacamayo azul (Anodorhynchus hyacinthinus) es una especie de ave psitaciforme de la familia Psittacidae que habita en las selvas de buena parte de Brasil, Bolivia y el norte de Paraguay y es la especie de guacamayo de mayor tamaño en el mundo. En estado de vulnerabilidad, estas aves son codiciadas por su alto precio en el mercado. En Brasil se conoce como arara azul.

## Descripción
Estas aves crecen hasta alcanzar un tamaño medio de unos 70 cm de longitud (pudiendo alcanzar 105 cm), con una envergadura de 120 a 140 cm y un peso de 1,5 a 1,7 kg. Su pico es el más fuerte de todas las aves,[cita requerida] fundamental para alimentarse con nueces y semillas duras. Su pico también les permite romper nueces de coco, madera y otras materias vegetales.
El guacamayo jacinto tiene un cuerpo recubierto de plumas azules en un tono similar al añil. Su pico es negro con una franja brillante en la unión con la cabeza. También tiene una franja brillante alrededor de sus oscuros ojos. Al contrario que otras especies de guacamayos, carece de una “máscara” sin plumas alrededor de la zona de los ojos. Machos y hembras son casi indistinguibles, aunque por lo general las hembras son un poco más esbeltas.

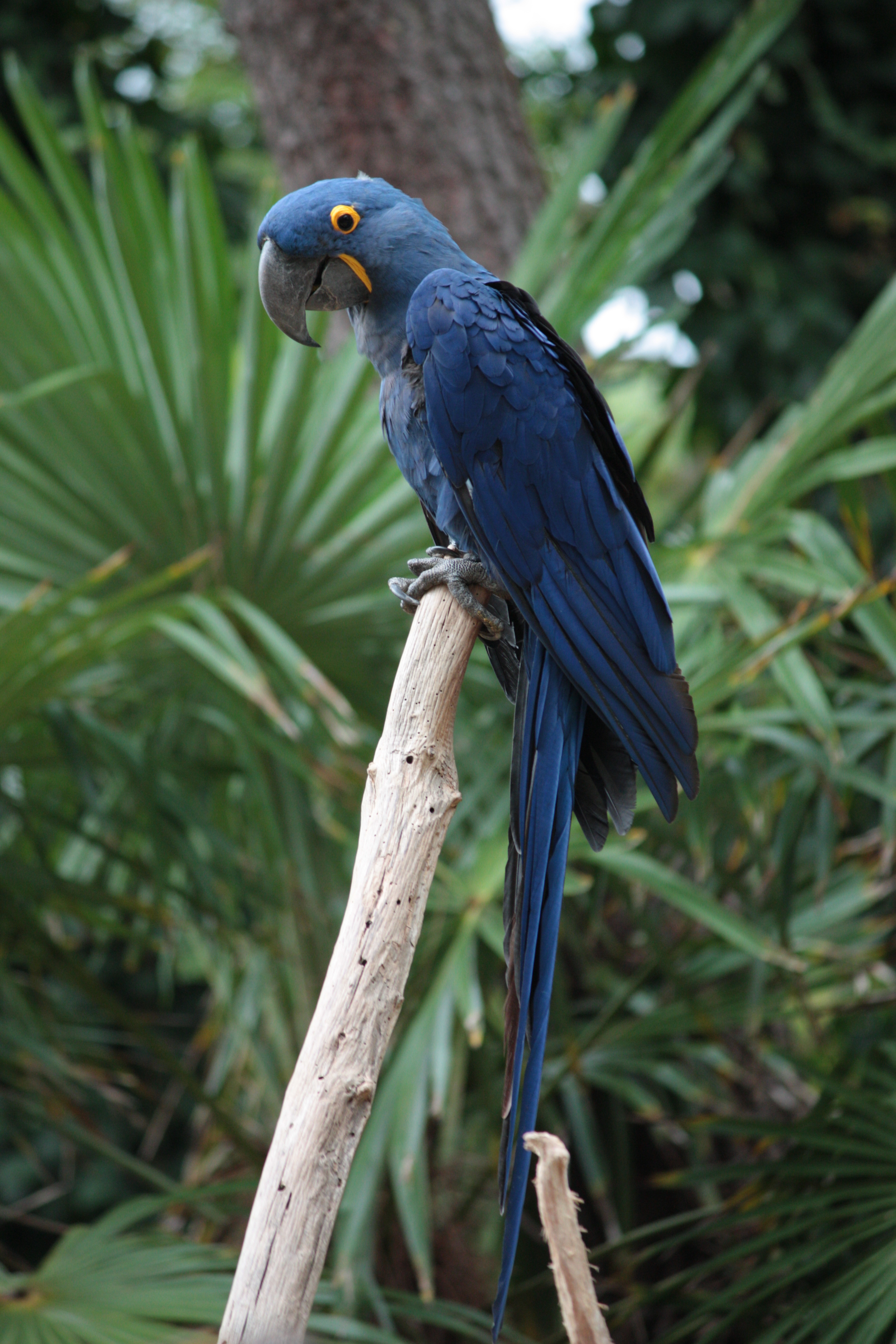
En cautividad en La Palmyre Zoo, Francia.

## Comportamiento

### Alimentación
El guacamayo jacinto se alimenta de una gran cantidad de frutos maduros, como el mango, nueces, semillas, bayas, flores, brotes y hojas. Cada día realiza vuelos por la mañana y la tarde para ir en busca de arcilla, muy rica en minerales, la cual ingiere para neutralizar las toxinas que contienen los frutos sin madurar de los que a menudo se alimenta.

### Reproducción
Estas aves anidan en agujeros y huecos de los árboles. Normalmente suelen poner uno o dos huevos, aunque solo un polluelo suele sobrevivir si el segundo huevo eclosiona unos días después del primero, ya que el pollo menor no puede competir con el mayor por la comida. Los jóvenes permanecen con sus padres hasta los tres meses de edad. Alcanzan la madurez y comienzan a reproducirse en torno a los siete años.

## Distribución y hábitat
El guacamayo jacinto sobrevive hoy en estado salvaje en tres poblaciones en Sudamérica: en el sur de Brasil, en el este de Bolivia y en el nordeste de Paraguay. Es posible que existan otras poblaciones menores y aisladas en otras zonas próximas. Suele frecuentar las riberas de los ríos tropicales y las selvas sudamericanas. La especie habita sabanas con palmares, y secundariamente selvas y bosques, los cuales utiliza frecuentemente para dormir o descansar.

## Conservación
El guacamayo jacinto se considera una especie vulnerable debido a un exceso de capturas para el comercio en cautividad y por el uso de sus plumas que hacen los indígenas kayapó de Gorotire, en el sur de Brasil. Estos indígenas utilizan las plumas para hacer gorros y adornos que venden a los turistas. Además, como ocurre con la fauna salvaje local, su hábitat se encuentra amenazado por la actividad humana. Los incendios anuales provocados para devastar la selva y obtener tierras para el cultivo en ocasiones destruyen los nidos de esta especie.
En un intento de concienciación por parte del Estado boliviano sobre la vulnerabilidad de esta especie, desde 2019 los billetes de 100 bolivianos de dicho país llevan impresos imágenes iridiscentes del guacamayo jacinto.

## Galería

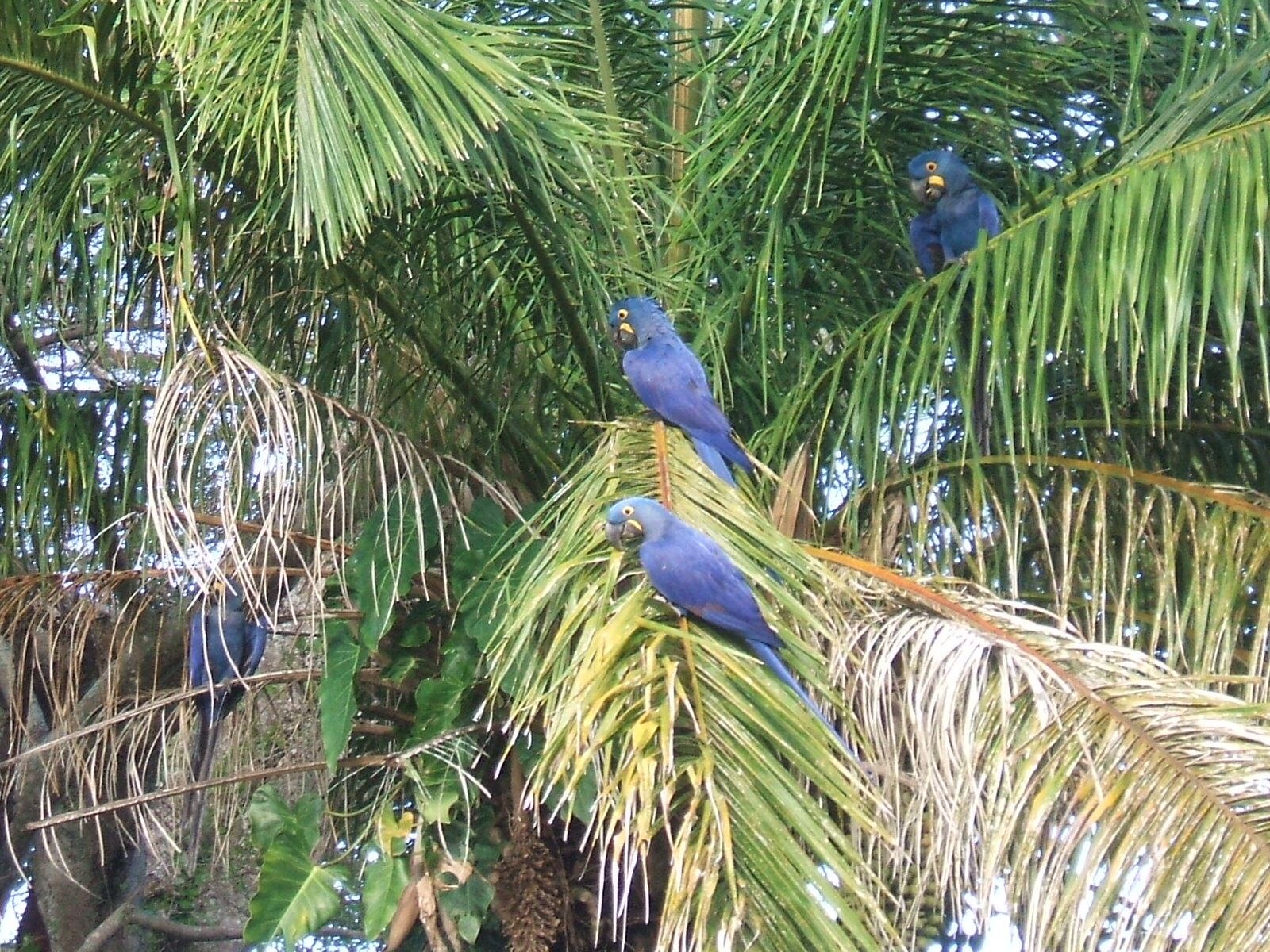
En su hábitat natural del Pantanal de Brasil.
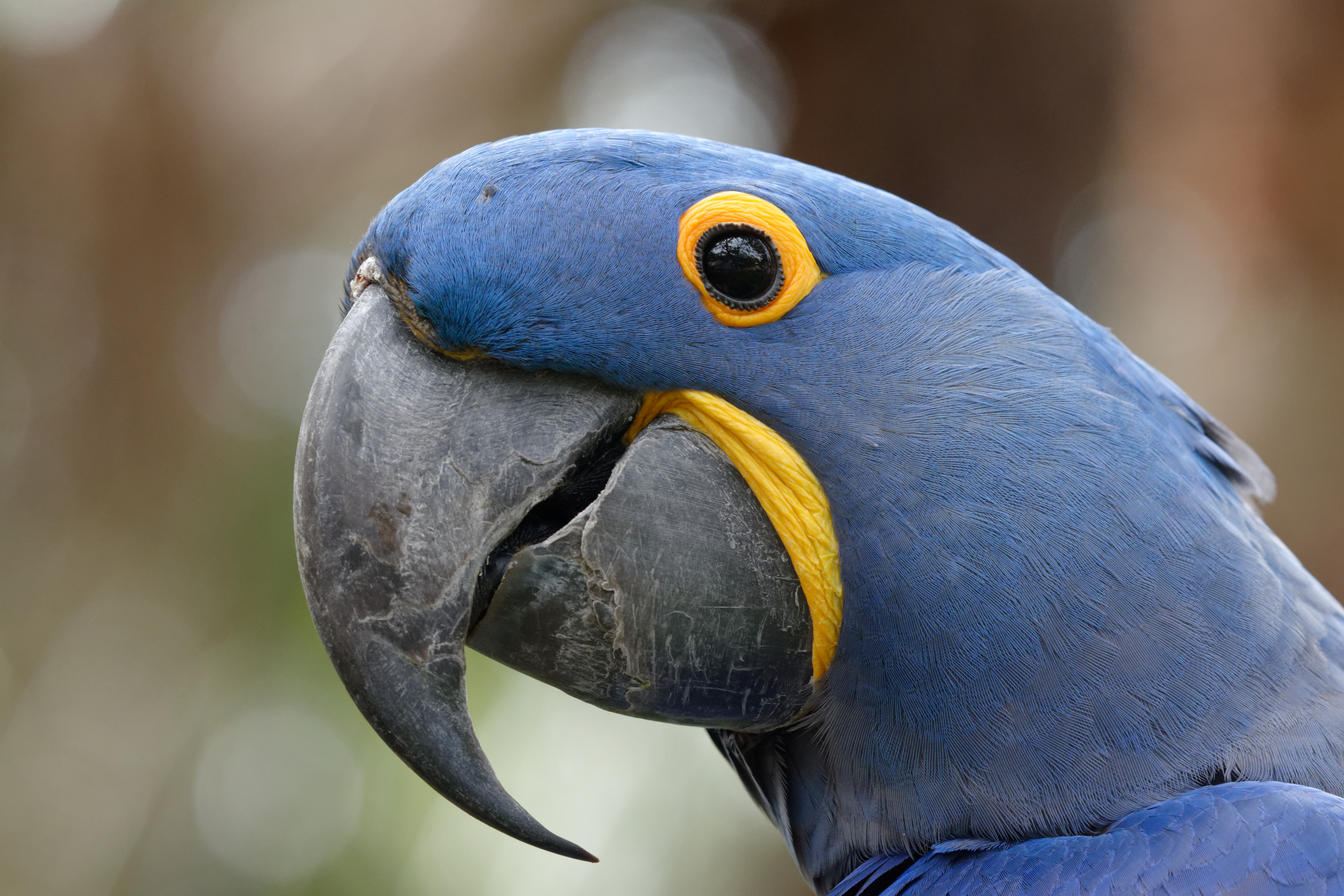
Detalle de cabeza.
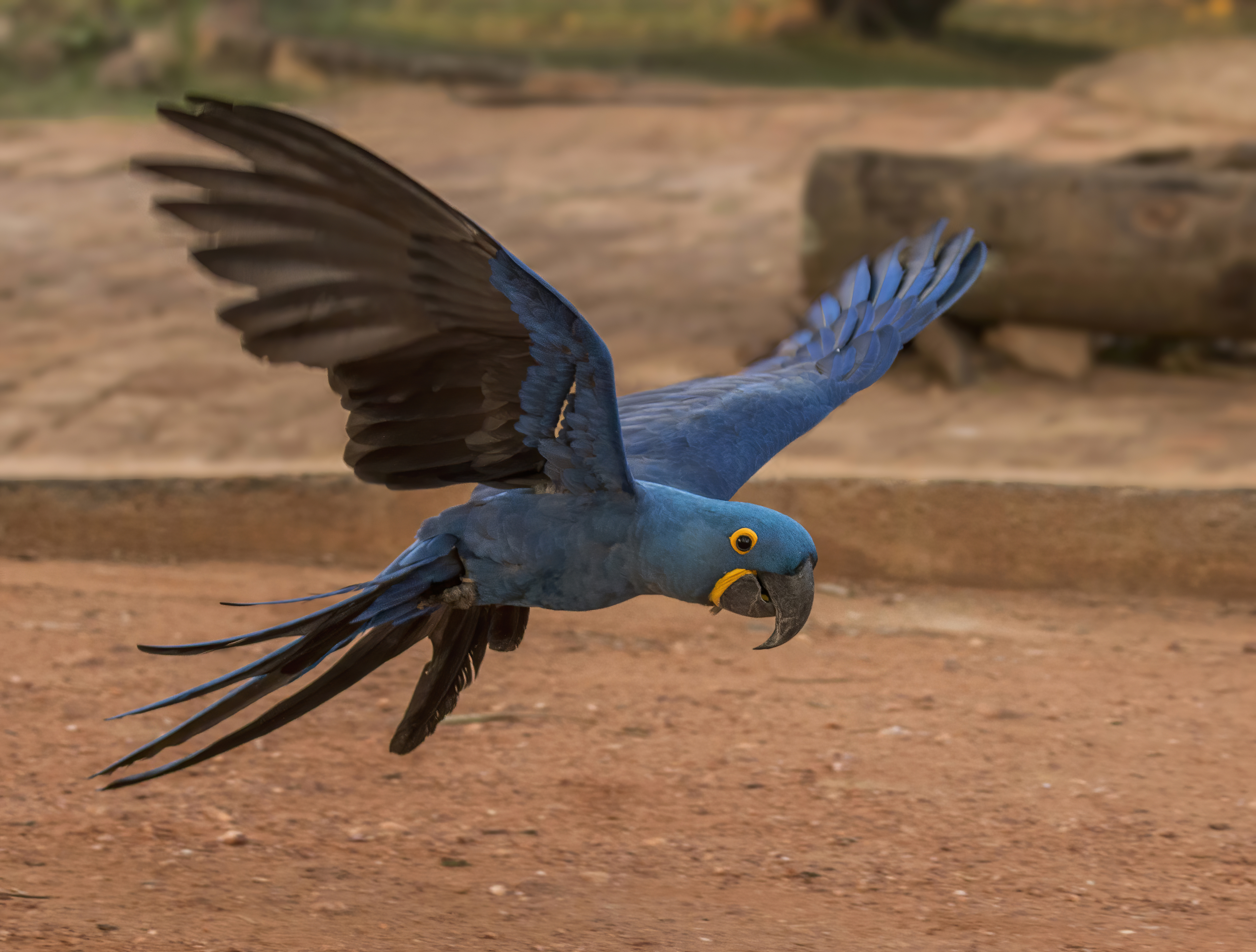
En vuelo
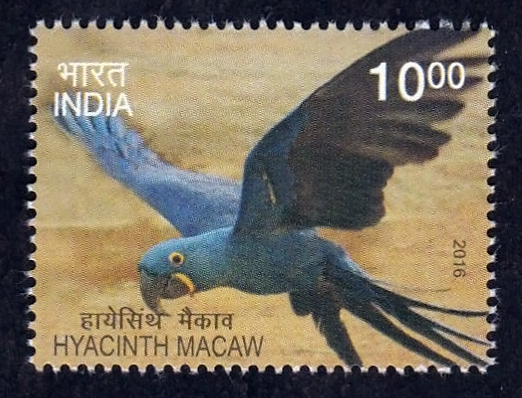
Sello de correos de la India